# Chrysoprasis seticornis
Chrysoprasis seticornis là một loài bọ cánh cứng trong họ Cerambycidae.